# Kaat Mossel

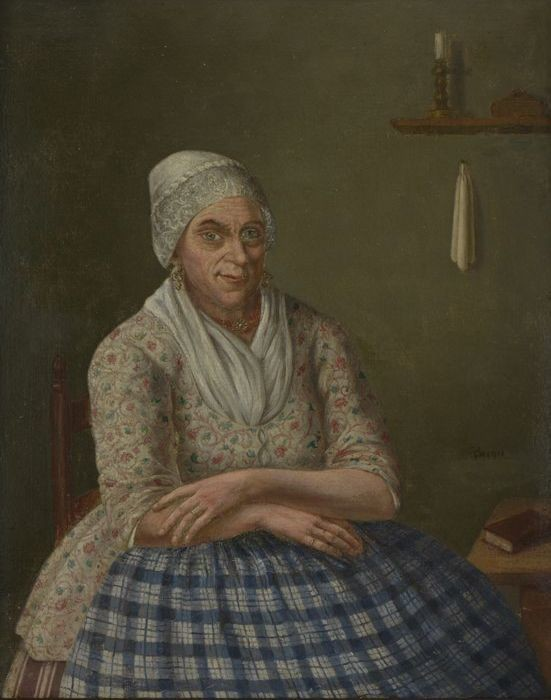
Kaat Mossel, Gemälde von Johannes Bergsi, nach ihrem Tod entstanden auf der Basis eines Druckes von 1784

Kaat Mossel (eigentlich Catharina Mulder; * 25. März 1723 in Rotterdam; † 29. Juni 1798 ebenda) war eine niederländische Muschelhändlerin. 1783 und 1784 soll sie in Rotterdam an Unruhen zur Unterstützung des Hauses Oranien beteiligt gewesen sein und wurde für drei Jahre inhaftiert. In den Niederlanden gilt sie als Volksheldin.

## Biographie

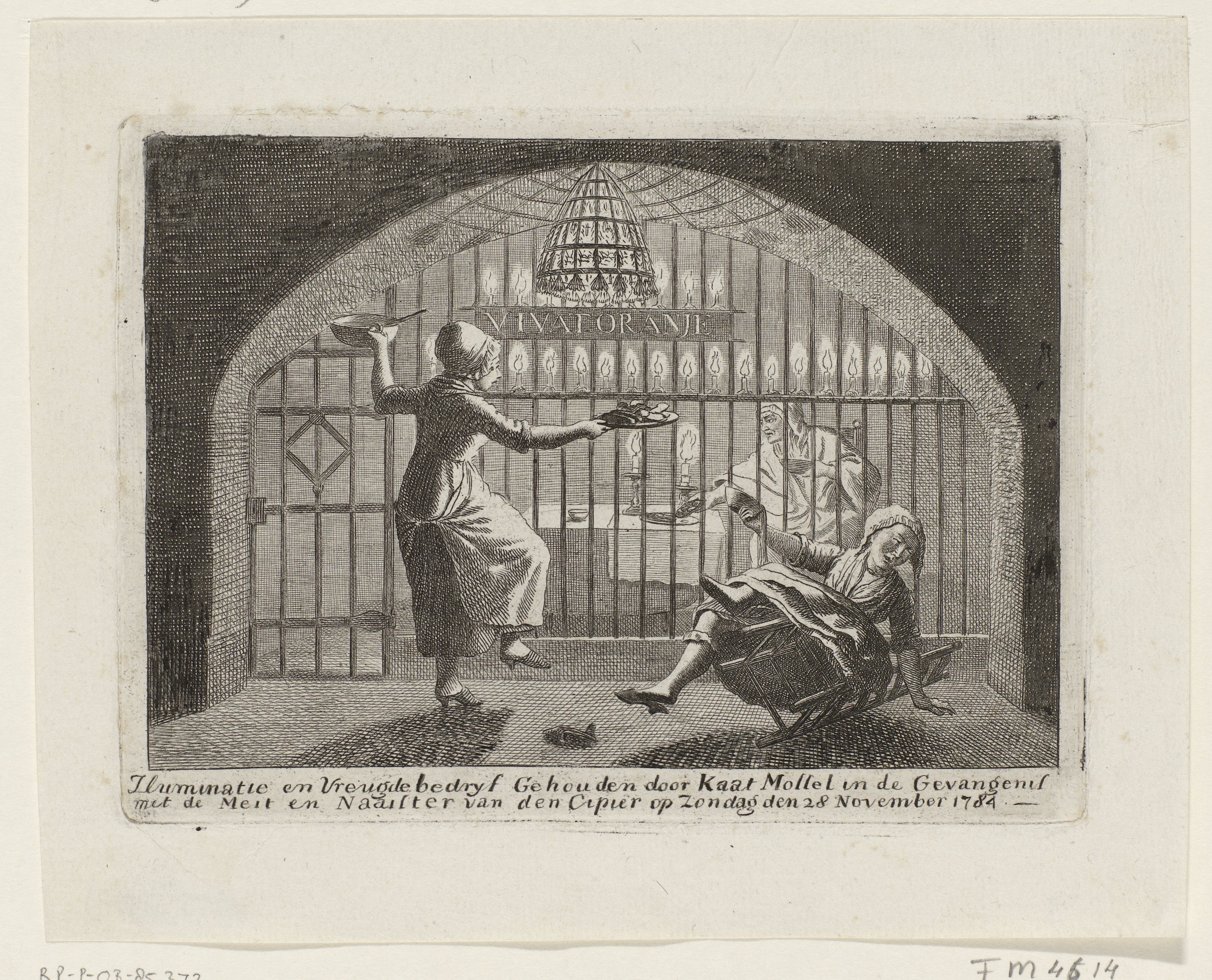
Kaat Mossel feiert den Geburtstag von Wilhelm V. in ihrer Gefängniszelle, Karikatur von 1784

Catharina Mulder war eine Tochter von Caetje Wouters van der Wapen († 1743) und von Willem Jansz; die Familie hatte insgesamt neun Kinder. 1745 heiratete sie den Küferknecht Pieter van Wijngaarden. Mit ihm hatte sie drei Töchter und zwei Söhne. Pieter van Wijngaarden starb im März 1764, und Catharina blieb mit ihren fünf minderjährigen Kindern zurück. Im Januar 1765 heiratete sie Leendert de Lange, einen Lastenträger und Witwer mit vier kleinen Kindern. Mit ihm hatte sie eine weitere Tochter. Die Familie lebte in einem Armenviertel der Stadt.
Catharina Mulder war Muschelhändlerin und Muschelinspektorin, weshalb sie den Spitznamen Kaat Mossel erhielt. Täglich, außer sonntags, ging sie zur Mosseltrap (Muscheltreppe) an der Roobrug, um dort die aus Zeeland angelieferten Muscheln zu begutachten, den Fang zu verteilen und für einen geordneten Ablauf unter den Muschelhändlern zu sorgen; sie selbst verkaufte ebenfalls Muscheln von einem Karren aus. Für die Tätigkeit als Inspektorin wurde sie mit 30 Gulden jährlich entlohnt, und sie genoss Ansehen in der Stadt.
Zu dieser Zeit wurden die Niederlande von einem Konflikt zwischen zwei Gruppen beherrscht: auf der einen Seite die Orangisten, das „gemeine Volk“, das dem Haus Oranien anhing, ihnen gegenüber die wohlhabenden und gebildeten Klassen, die Patriotten, die eine republikanische Regierung mit größeren Rechten für die Bürger forderten und die Oranier als Statthalter absetzen wollten. Es kam immer wieder zu heftigen Auseinandersetzungen zwischen beiden Parteien. Statthalter Wilhelm V. musste zeitweise aus den Niederlanden fliehen, als sich französische Truppen zur Unterstützung der Patriotten näherten.
Kaat Mossel war eine leidenschaftliche Orangistin, die ihren Muschelkarren mit orangefarbenen Bändern schmückte. 1783 kam es bei überschwänglichen Feiern aus Anlass des Geburtstags von Wilhelm V. am 8. März zu Ausschreitungen und Plünderungen. Rotterdamer Bürger, die angeblich zu wenig Orange trugen, wurden verprügelt. Mit Genehmigung der Vroedschap wurde eine bewaffnete Bürgerwehr aus Patriotten gegründet, die auf Streife ging. Kaat Mossel soll Randalierer aus den Reihen der Orangisten aufgestachelt haben, indem sie etwa versprach, jedem, der die Bürgerwehr auf ihrer Streife störte, Wein auszugeben. In der Nacht vom 3. auf den 4. April 1784 eskalierten die Unruhen; es fielen Schüsse, und vier Menschen wurden getötet. Die Staten van Holland setzten eine Untersuchungskommission ein, die auch den Frieden in der Stadt wiederherstellen sollte.
Am 1. September 1784 wurde Kaat Mossel zusammen mit ihrer Freundin Keet Zwenke wegen ihrer vermeintlichen Beteiligung an den Unruhen verhaftet und 24 mal vom Ausschuss verhört. Sie stand im Verdacht, von Kreisen um Wilhelm V. mit 800 Gulden bestochen worden zu sein, die Unruhen zu schüren. Während sie in Haft saß, machten die Patriotten mit Karikaturen und diffamierenden Berichten in der Stadt Stimmung gegen sie. Am 3. September 1785 forderte die Anklage im Prozess gegen Kaat Mossel deren öffentliche Auspeitschung und Brandmarkung sowie zehn Jahre Haft mit anschließender Verbannung aus Rotterdam. Mossels Anwalt Willem Bilderdijk, ebenfalls überzeugter Orangist, legte Berufung ein, und sie blieb für zwei weitere Jahre inhaftiert. Nachdem Wilhelm V. am 20. September 1787 in Rotterdam eingezogen war, wurde Mossel – wie andere Verurteilte aus den Reihen der Orangisten – begnadigt. Sie bedankte sich für die Begnadigung, nahm sie aber nicht an, da sie ihrer Meinung nach nichts verbrochen hatte. Am 5. Oktober 1787 musste sie ein letztes Mal vor dem Gericht erscheinen und wurde freigelassen. Am 5. November 1787 erhielt sie von den Staten van Holland eine Entschädigung in Höhe von 3642 Gulden und 15 Pfennigen. Bilderdijk beschrieb Kaat Mossel in seinem später von ihm verfassten Buch Geschiedenis des vaderlands als „rauhe, gewöhnliche Frau“.
Über die weiteren Lebensjahre Kaat Mossels nach ihrer Haftentlassung – zu diesem Zeitpunkt war sie 64 Jahre alt – ist nichts bekannt. Sie starb am 29. Juni 1798 im Alter von 75 Jahren und wurde am 4. Juli bestattet. Sie hinterließ vier erwachsene Kinder. Die Tochter Trijntje wurde ihre Nachfolgerin als Muschelinspektorin.

## Rezeption

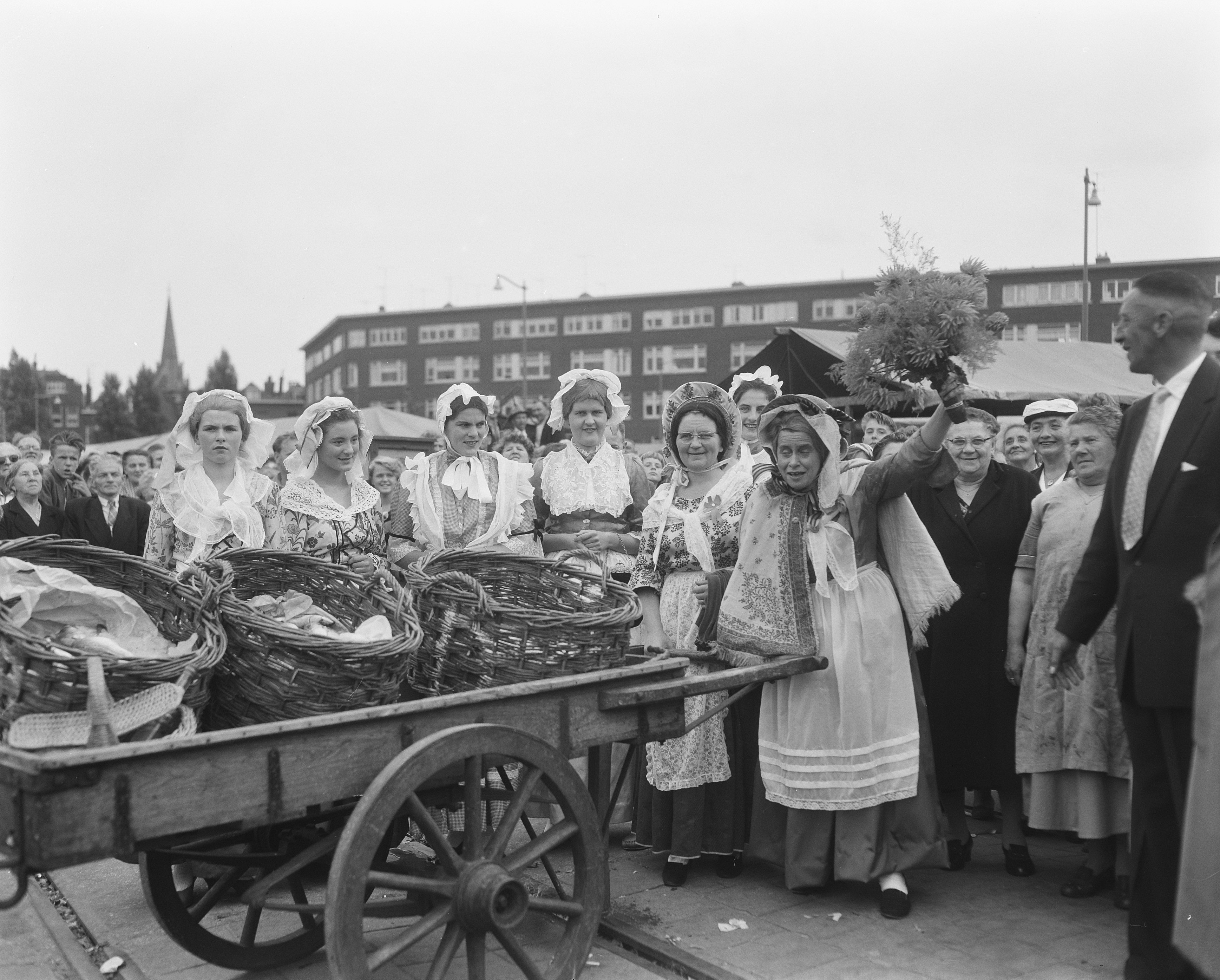
Eröffnung der Muschelsaison 1957, mit Heintje Davids als Kaat Mossel

Kaat Mossel gilt als Repräsentantin des volkstümlichen Orangismus. Aus Anlass der Inhuldigung von Königin Wilhelmina im Jahr 1898 erhielt ein Bild von ihr einen prominenten Platz in der Nationale Tentoonstelling van Vrouwenarbeid 1898, neben unter anderem Kenau Simonsdochter Hasselaer. Beide Frauen hatten gemeinsam, dass sie sich zu einer Zeit öffentlich engagierten, in der Frauen eigentlich auf das Private beschränkt waren. Im Jahr 1904 schrieb Anthonie van Sprinkhuyzen eine Komödie in fünf Akten über Kaat Mossel, die im Rotterdamer Theater Tivoli aufgeführt wurde. Nach dem Zweiten Weltkrieg wurde Van Sprinkhuyzens Komödie in einer Bearbeitung von Gerard van Veen mehrmals als sogenanntes wagenspel am Königinnentag aufgeführt. Van Veen zog eine Parallele zwischen der Geschichte von Kaat Mossel und den Besatzungsjahren zwischen 1940 und 1945. Im Jahr 1994 wurde die Geschichte von Kaat Mossel als Musical aufgeführt. In Rotterdam ist ein bekanntes Fischrestaurant an der Nieuwe Maas nach ihr benannt, das von 1990 bis 2008 von dem populären Derny-Schrittmacher Joop Zijlaard geführt wurde. Ein Plattbodenschiff trägt ihren Namen.
Auf dem Nieuwe Markt von Rotterdam steht ein Standbild der Maagd van Holland, das 1872 enthüllt wurde und von den Rotterdamern mit Kaat Mossel gleichgesetzt wird.